# Ede Herczog
Ede Herczog (Pecsenyéd, 25 agosto 1880 – Budapest, 14 settembre 1959) è stato un arbitro di calcio e allenatore di calcio ungherese.

## Biografia
Herczog era nativo di Pecsenyéd, località del Burgenland che all'epoca apparteneva all'Ungheria asburgica. Herczog oltre a dedicarsi al calcio, sia come arbitro che come allenatore, lavorò in un club ippico.

## Carriera

### Arbitro
Herczog fu arbitro di calcio a livello internazionale. Il primo incontro internazionale da lui arbitrato fu l'amichevole del 9 aprile 1905 tra Ungheria ed Austria. Arbitrò anche alla V Olimpiade.

### Allenatore
Fu alla guida della nazionale ungherese di calcio dal 1911 al 1914. Nel 1912 guidò i magiari nel torneo calcistico della V Olimpiade, con cui si aggiudicò il torneo di consolazione.   Alcune fonti lo riportano nuovamente come allenatore dell'Ungheria tra il 1916 ed il 1917.